# Stigmodera cancellata
Stigmodera cancellata es una especie de escarabajo del género Stigmodera, familia Buprestidae. Fue descrita científicamente por Donovan en 1805.
Se distribuye por Perth, Australia. Las larvas se alimentan bajo tierra hasta por 15 años.